# ELISA (分析法)
ELISA（英: enzyme-linked immunosorbent assay) は、試料中に含まれる抗体あるいは抗原の濃度を検出・定量する際に用いられる方法。「酵素結合免疫吸着法」などの訳語があるが定訳はなく、一般に「エライサ」あるいは「エライザ」と呼ばれる。
生体試料中には、種々雑多なタンパク質が存在するが、特定のタンパク質を検出・定量するには、特に他のタンパク質と比べて微量にしか存在しない場合は、特異性の高さ（夾雑物からどれだけ正確に区別できるか）と定量性の良さ（微量であっても検出できる、あるいは低濃度における再現性の良さ）が求められる。ELISAは特異性の高い抗原抗体反応を利用し、酵素反応に基づく発色・発光をシグナルに用いることで上記の条件をクリアしている。ELISAは、同様の原理に基づく放射免疫測定（ラジオイムノアッセイ、RIA）と比べて、放射性物質を用いないため安全性が高く、安価で簡便であるため、現在微量タンパク質や感染微生物抗原の検出・定量に広く用いられている。

## 方法
以下に、タンパク質を定量する際に用いられる方法のうち代表的な物を記載する。いずれの方法においても、検量線を作成し、そこから定量する方法が一般的である。

### 直接吸着法
1. 試料溶液を固相（プラスチックチューブ、マイクロプレート、ガラスビーズなど）に接触させて吸着させる[1]。
2. 抗原抗体反応および酵素反応に関与しないタンパク質（スキムミルク、アルブミンなど）を固相に吸着させる（ブロッキング）[2]。
3. 目的のタンパク質に特異的な抗体を固相に接触させて、抗原抗体反応を起こさせる。
4. 反応しなかった余分な抗体を洗い流す。
5. 3.のステップで加えた抗体に酵素が標識していない場合は、3.の抗体（一次抗体）と特異的に反応する抗体（酵素標識済み、二次抗体）を作用させる。その後、余分な二次抗体を洗い流す[3]。
6. 酵素の基質（通常、発色あるいは発光試薬）を加え、酵素反応の生成物を検出する[4]。

この方法は簡便であるが、最初のステップにおいて目的タンパク質以外のタンパク質が多量に存在する場合は、それらのタンパク質の影響を受けてしまうため、定量性が悪くなる。また、タンパク質によっては微量な領域での吸着が定量的でなくなるなど、タンパク質の量および性質により定量性が悪くなる欠点を持っている。

ELISA（サンドイッチ法） 本文の記述とは番号が異なる。(1) Yで示した抗体を固相に吸着させたところ。ブロッキング操作は省略した。(2) 定量したいタンパク質（青色の楕円）が抗原抗体反応により結合したところ。(3) 固相に吸着させたのとは別の抗体を加えたところ。本文の3に相当する段階。後から加えた抗体は抗原分子上の異なる部位に結合するものでなければならない。洗い流し処理は省略した。(4) 黒丸で示した酵素で標識した二次抗体を作用させたところ。(5) 酵素に基質を加えて発光させたところ（☆→★）

### サンドイッチ法
1. 目的タンパク質（抗原）に対する抗体（捕獲抗体）を固相に吸着させる。
2. スキムミルクなどで固相のブロッキングを行う[2]。
3. 固相に試料溶液および捕獲抗体とは別のエピトープを認識する一次抗体を加える。この時点で、固相 - 捕獲抗体 - 抗原 - 一次抗体という複合体が固相表面に形成される。
4. 反応しなかった抗原および一次抗体を洗い流す。
5. 一次抗体に酵素が標識されていない場合は、酵素標識済みの二次抗体を作用させる。その後、余分な二次抗体を洗い流す[3]。
6. 酵素の基質（通常、発色あるいは発光試薬）を加え、酵素反応の生成物を検出する[4]。

本方法を行うには、同一タンパク質を異なるエピトープで認識する抗体が必要となる。また、抗体の立体障害を考えると、近位ではなく遠位（アミノ酸配列上でなく立体構造上の遠位）を認識することが望ましい。最大の利点は、同一タンパク質を捕獲抗体と一次抗体の2種類の抗体を用いて検出する性質上、特異性が非常に高い方法である。ただし、固相に吸着させる捕獲抗体の量が少ない場合、試料中の抗原は捕獲抗体以上の量が結合できないため、定量性が悪くなることがある。

### 競合法
1. 既知濃度の目的タンパク質（抗原）標準品を一定量固相に吸着させる[1]。
2. スキムミルクなどで固相のブロッキングを行う[2]。
3. 固相に試料および一次抗体を作用させる[5]。
4. 反応しなかった抗原および一次抗体を洗い流す。
5. 一次抗体に酵素が標識されていない場合は、酵素標識済みの二次抗体を作用させる。その後、余分な二次抗体を洗い流す[3]。
6. 酵素の基質（通常、発色あるいは発光試薬）を加え、酵素反応の生成物を検出する[4]。

この方法は、直接吸着法における微量タンパク質の定量性の低さを改善し、抗原に対して一種類の抗体で高感度に検出できる方法である。ただし、直接結合法と同様に用いる抗体によっては、交差反応により十分な特異性が得られないときがある。このような場合には何らかの前処理が必要となる。

## 歴史
1966年に中根一穂とPierceによって酵素を利用して抗体の結合部位を酵素反応によって発色することにより抗原物質の所在を検出する手法が開発された。1960年代、オランダで免疫化学を応用した妊娠検査薬を販売していた製薬会社であるオルガノンはリトマス試験紙のように手軽に検査できる手法の開発に取り組んでおり、アントン・スールス(Anton Schuurs)は、発色する酵素と抗原抗体反応を組合せるアイディアを提案してバウケ・ファン・ウェーメン(Bauke van Weemen)と研究に着手してその結果を1971年に発表した。続いて1974年に酵素を利用する手法を発表した。また同時期1969年、ストックホルム大学のピーター・パールマン(Peter Perlmann)の研究室に加わったエヴァ・エングヴァール(Eva Engvall)は、RIAに代わる定量的検出系の構築に着手した。また、同時期フランスのストラティス・アヴラメアス(Stratis Avrameas)も同様の研究を進めていた。